# Oszkó
Oszkó is een plaats (község) en gemeente in het Hongaarse comitaat Vas. Oszkó telt 698 inwoners (2001).

## Galerij

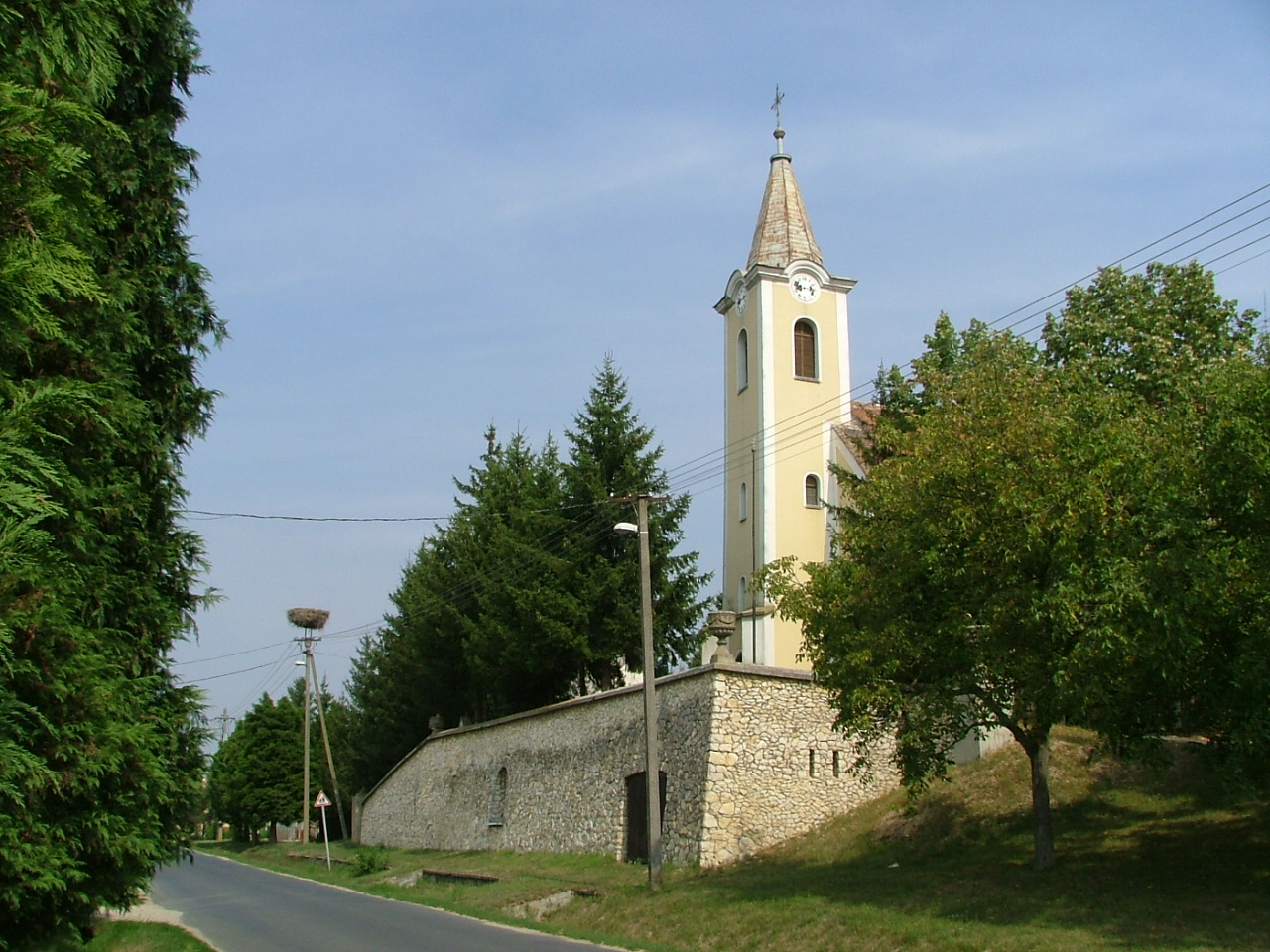
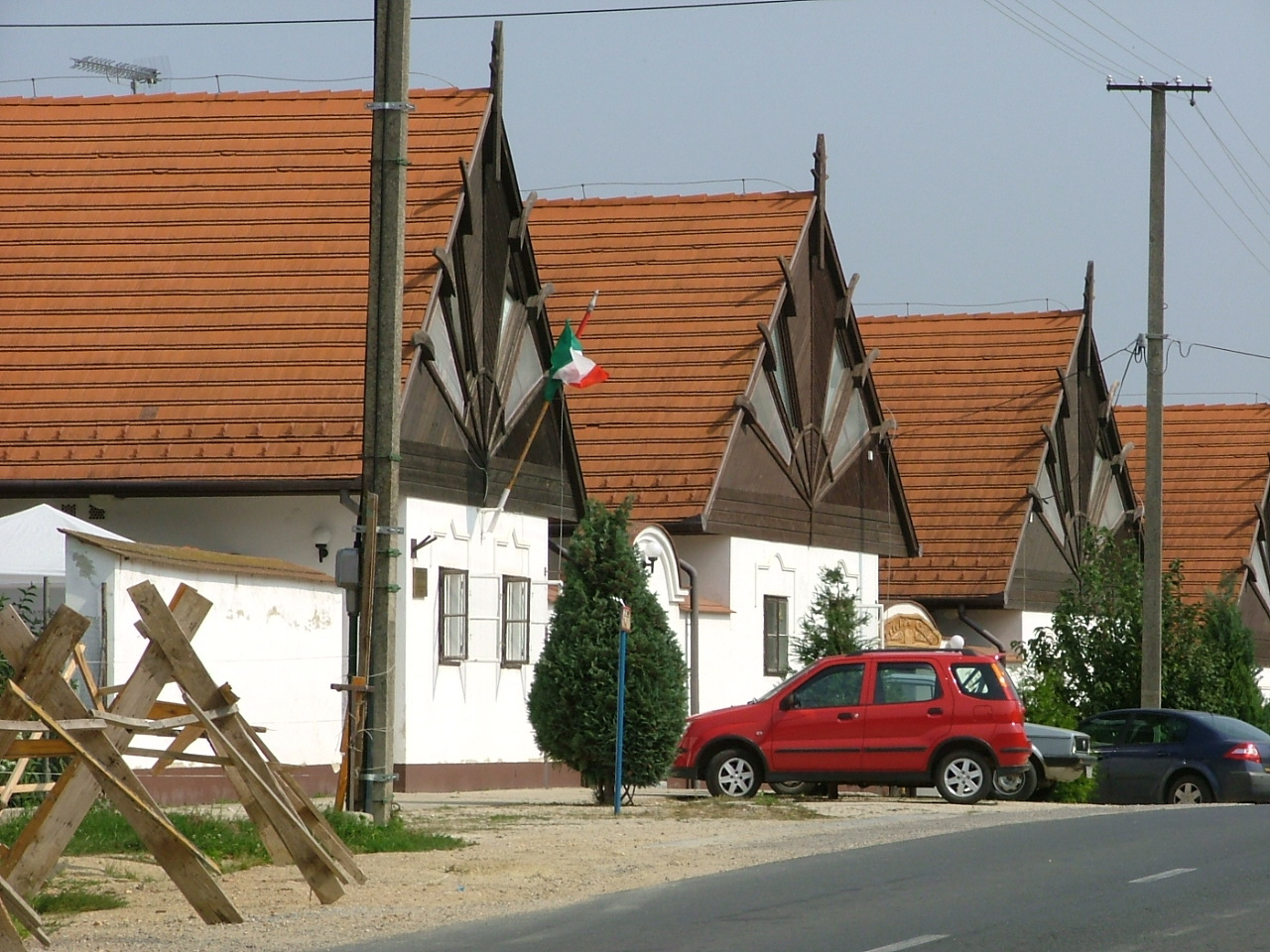
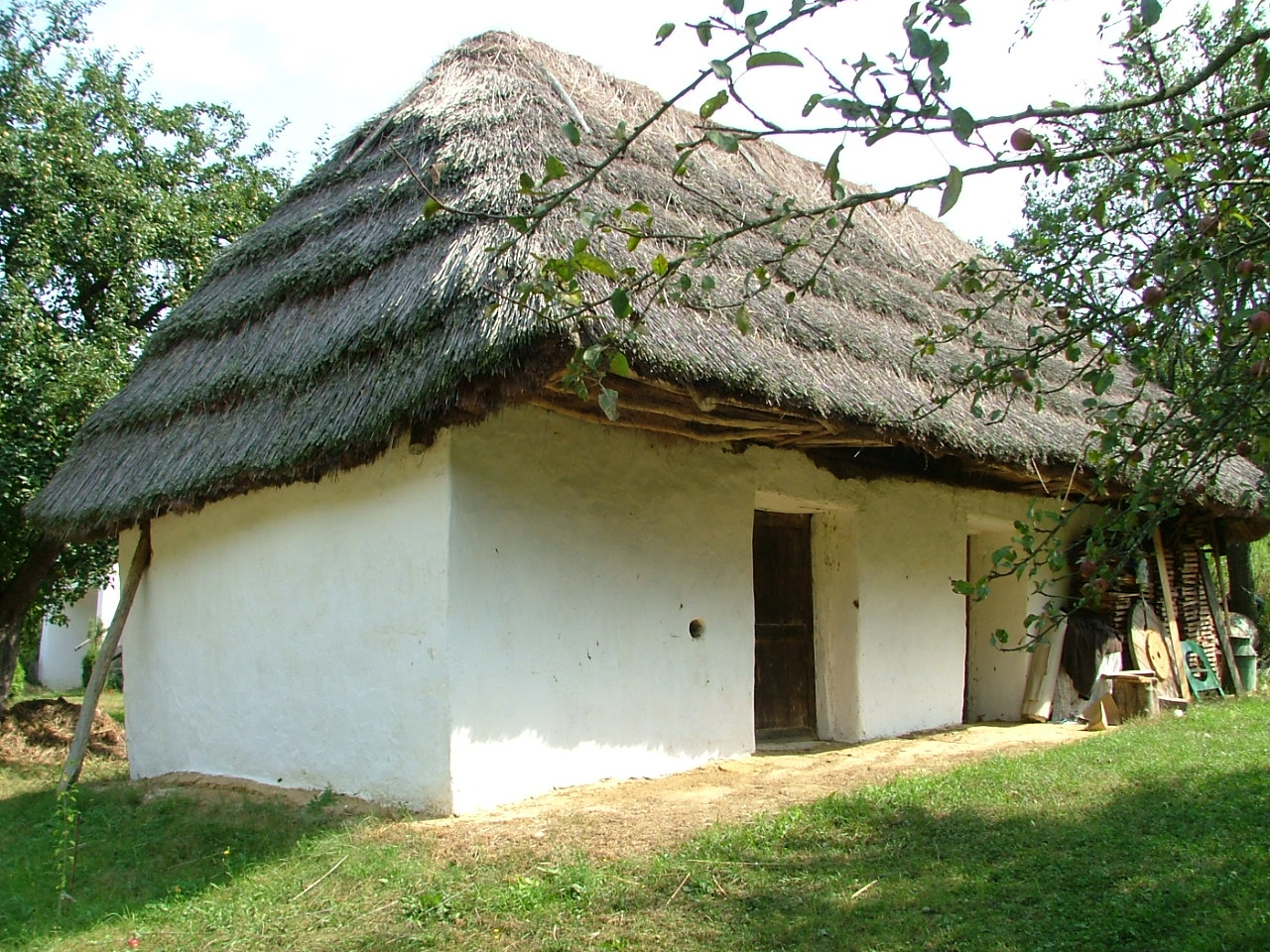